# Зубов, Александр Николаевич (1727)
Граф (1793) Алекса́ндр Никола́евич Зу́бов (6 [17] августа 1727 — 20 февраля [3 марта] 1795, Санкт-Петербург, Российская империя) — тайный советник, обер-прокурор первого департамента Сената. Службу начал в Конной гвардии, откуда вышел в отставку в чине подполковника. Позднее стал вице-губернатором в провинции, а также служил управляющим имениями графа Николая Ивановича Салтыкова. К началу фаворитства сына Платона имел гражданский чин статского советника. Вскоре был назначен обер-прокурором в Сенат. Здесь он прославился взяточничеством и лихоимством, которые сходили ему с рук только благодаря заступничеству сына. Стал родоначальником графской ветви дворянского рода Зубовых.

## Биография
Сын небогатого дворянина Николая Васильевича Зубова (1699—1786), состоявшего членом Коллегии экономии, и его супруги Татьяны Алексеевны, урождённой Трегубовой. После её смерти отец женился вторично на Агафье Ивановне Наумовой (†1770), камер-юнгфере императрицы Елизаветы Петровны. У Александра были младшие братья: родной — Афанасий и единокровный — Василий († после 1799). Благодаря близости Агафьи Ивановны ко двору всех сыновей Зубова уже детьми записали в гвардейские полки.
Свою карьеру Александр Николаевич начал в Конной гвардии. В 1751 году его произвели из вахмистров в корнеты. 1758 году из поручиков Зубов был по состоянию здоровья уволен в Украинский ландмилицкий корпус подполковником. На гражданской службе он был вице-губернатором в одной из поволжских провинций, а также управлял имениями графа Николая Ивановича Салтыкова и достиг чина статского советника. Пользовался протекцией князя Александра Алексеевича Вяземского. Во время восстания Пугачёва Зубову вместе со всем своим семейством пришлось спасаться бегством в Москву.
Неожиданное возвышение сына Зубова — Платона, фаворита императрицы Екатерины II, повлекло за собой назначение отца в сентябре 1792 года обер-прокурором в первый департамент Сената и переезд в Петербург. В январе 1793 года вместе с потомством возведен императором Францем II в графское достоинство Римской империи с титулом светлости. В 1793 году назначен сенатором в пятый департамент Сената. В следующем году (24.11.1794) награждён орденом Святого Александра Невского. Приобрёл крупное состояние (около 20 тыс. руб. годового дохода).
По свидетельству современников, Зубов был человек не глупый, но злой и недобросовестный, попав в 1789 году на довольно важный пост, он запятнал себя в целым рядом вопиющих нарушений законов, главной причиной всех его поступков было его ненасытное корыстолюбие. И. М. Долгоруков считал его «бесчестнейшим человеком во всём государстве».
Первый скандал с участием Зубова-отца разразился в 1791 году, когда вскрылось, что он присвоил имение Бехтеева в 600 душ. Обиженный обратился к Потемкину, ища восстановления своих законных прав, причем просил Державина быть посредником в совестном суде, куда подано было прошение на старика Зубова. При дворе и в городе пошли разговоры о зубовских беззакониях. Платон сначала принял сторону отца, но когда Бехтеев пригрозил подать письмо самой императрице, Державин убедил фаворита покончить дело миром и вернуть Бехтееву деревню.
Старик Зубов не извлёк из этой истории никаких уроков и впоследствии стал продавать протекцию всемогущего своего сына. Возникавшие в связи с его деятельностью скандалы удавалось улаживать лишь благодаря влиянию сыновей. Шарль Массон рассказывал, что Зубов принуждал уступать ему старые тяжебные дела и затем добивался их решения в свою пользу. К примеру, некто Ярославов, отданный под суд за взяточничество, купил покровительство Зубова-отца и был оправдан. В сентябре 1792 г. это дело открылось. Императрица сильно разгневалась, и на какое-то время положение фаворита было под вопросом.
Умер 20 февраля (3 марта) 1795 года и был похоронен на территории Донского монастыря, в специально построенном храме-усыпальнице, освящённом в честь его небесного покровителя преподобного Александра Свирского.

## Семья

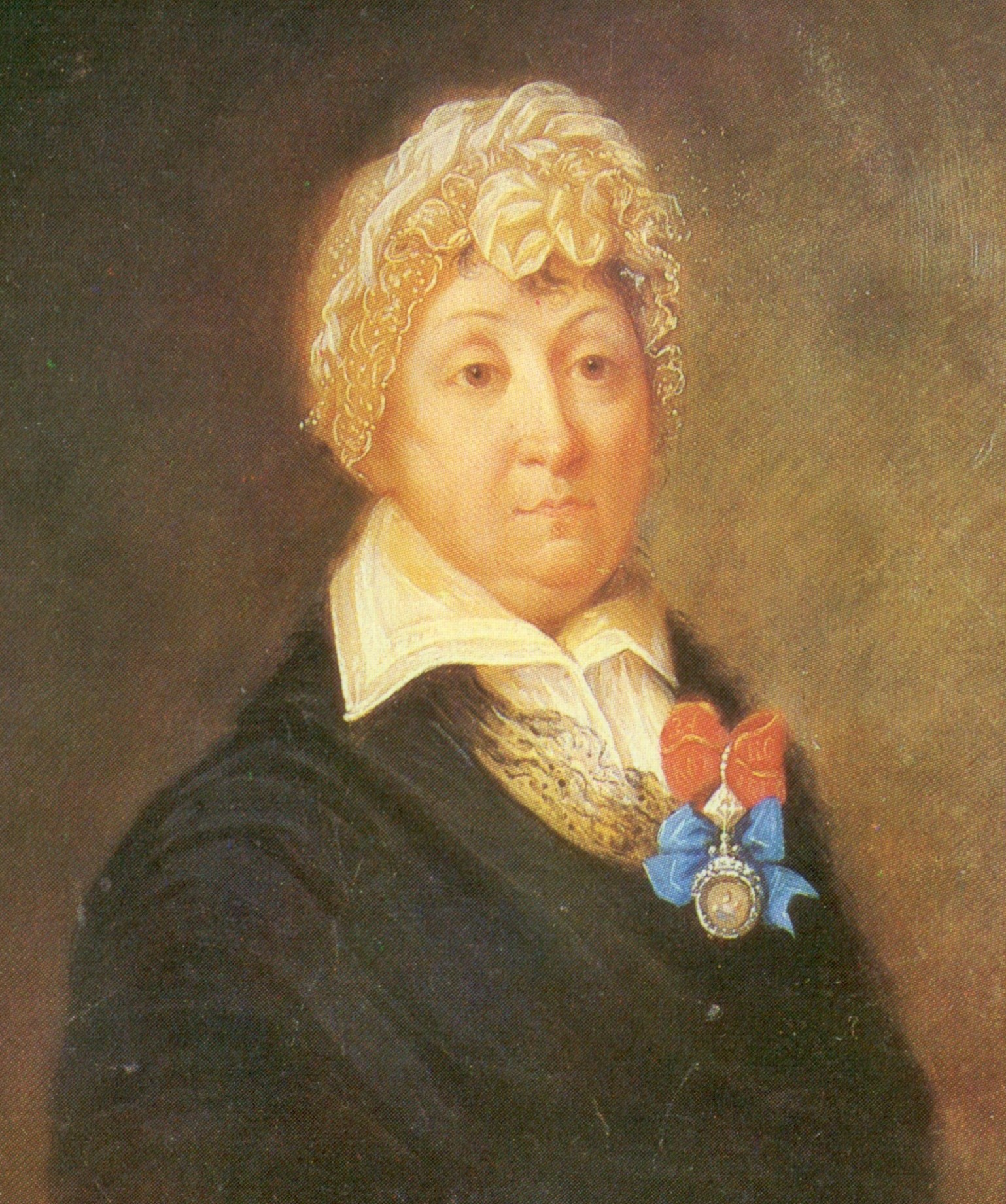
Елизавета Васильевна, жена

В 1759 году Александр Николаевич Зубов женился на Елизавете Васильевне (1742—1813), единственной дочери армейского прапорщика Воронова, владевшей 1000 душ крестьян. В 1795 году была пожалована в статс-дамы, a 5 апреля 1797 года, в день коронации Павла I, в кавалерственные дамы ордена Святой Екатерины. Похоронена в семейной усыпальнице графов Зубовых, в Троицко-Сергиевой пустыни. Их дети:
- Анна (1760— после 1787), замужем за Осипом Ивановичем Хорватом;
- Николай (1763—1805), обер-шталмейстер, зять генералиссимуса князя Александра Васильевича Суворова;
- Дмитрий (1764—1836), генерал-майор;
- Ольга (1765—1849), аристократка, придворная-авантюристка эпохи Екатерины II и Павла I (в России), Георга III (в Великобритании). В замужестве за действительным камергером Александром Алексеевичем Жеребцовым (1754—1807);
- Платон (1767—1822), последний фаворит Екатерины II;
- Валериан (1771—1804), генерал от инфантерии[4].

Все дети графа Зубова-старшего отличались необыкновенной красотой и все, за исключением Дмитрия и скончавшейся к тому времени Анны, были активными участниками заговора, результатом которого явилось убийство императора Павла I.